# 因卡湖
33°10′S 71°27′W / 33.167°S 71.450°W

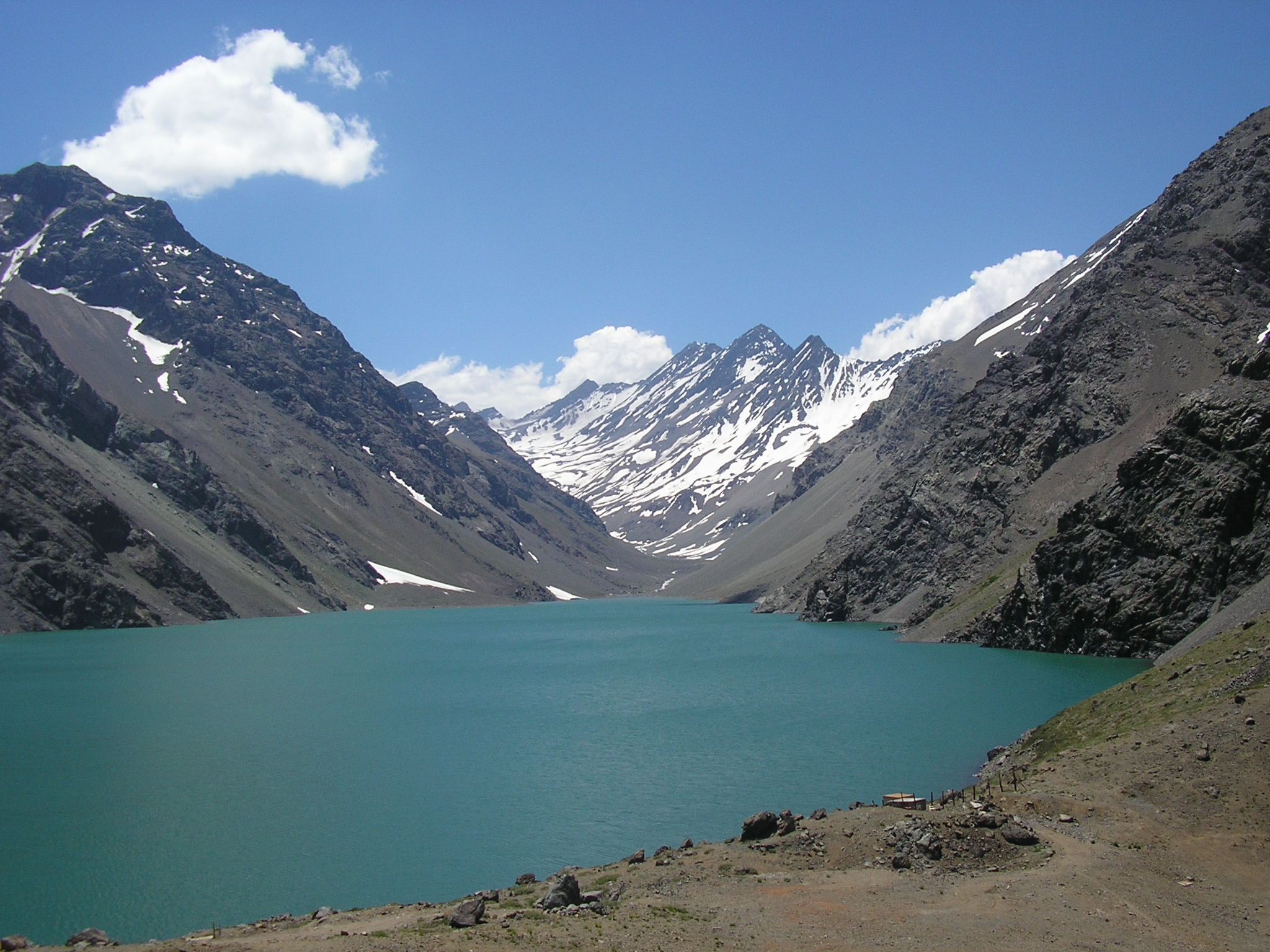

因卡湖是智利的湖泊，位於該國中部，由瓦爾帕萊索大區負責管轄，毗鄰與阿根廷接壤的邊境，長4公里、寬0.7公里，最高點海拔高度2,853米。